# Inocêncio Marques de Araújo Góis
Inocêncio Marques de Araújo Góis, Barão de Araújo Góis ComC (Santo Amaro, 14 de julho de 1811 — Salvador, 13 de maio de 1897) foi um magistrado e político brasileiro, tendo sido eleito deputado provincial pela Bahia em diversas legislaturas, presidente da Câmara dos Deputados de 1872 a 1875 e vice-presidente da Bahia em 1862.
Foi também fidalgo cavaleiro da Casa Imperial, comendador da Imperial Ordem da Rosa e da Imperial Ordem de Cristo.
Formado pela Faculdade de Direito de Recife, foi juiz da comarca de Cachoeira, desembargador da Relação e ministro do Supremo Tribunal de Justiça (1880).
Foi casado com Maria Inácia da Cunha e Meneses, filha do visconde do Rio Vermelho e irmã do barão do Rio Vermelho. Seu filho, Inocêncio Marques de Araújo Góis Júnior, seguiu-o na vida pública como deputado provincial pela Bahia em quatro legislaturas e presidente da província de Pernambuco.

## Títulos nobiliárquicos
Barão de Araújo Góis
Título conferido por decreto imperial em 12 de dezembro de 1886.